# Largo da Prainha
 (septembre 2024).
Largo de São Francisco da Prainha, plus connue sous le nom de Largo da Prainha, est une place de la ville de Rio de Janeiro.

## Situation et accès
Elle est située dans le quartier de Saúde, dans le Centre

## Origine du nom
La place tire son nom du fait qu'elle est située à proximité de l'Église de São Francisco da Prainha (pt), construite en 1696. De style baroque jésuite, l'église a été donnée au Tiers-Ordre de Saint François de Pénitence, aujourd'hui ordre franciscain séculier, en 1704.

## Historique
Avant la construction du port de Rio de Janeiro, une petite plage, appelée Prainha, était située à l'endroit où se trouve aujourd'hui le Largo de São Francisco da Prainha, qui s'étendait jusqu'à l'actuelle Praça Mauá. En raison des décharges successives dans la zone, la plage a disparu.